# Sơn Kiên
Sơn Kiên là một xã thuộc tỉnh An Giang, Việt Nam.

## Lịch sử
Ngày 27 tháng 9 năm 1983, Hội đồng Bộ trưởng ban hành Quyết định số 107-HĐBT về việc chia xã Sóc Sơn thành 4 xã lấy tên là xã Sóc Sơn, xã Sơn Hưng, xã Sơn Kiên và xã Sơn Thái.
Ngày 6 tháng 4 năm 2007, Chính phủ ban hành Nghị định 58/2007/NĐ-CP về việc thành lập xã Sơn Bình trên cơ sở điều chỉnh 3.571,53 ha diện tích tự nhiên và 8.288 nhân khẩu của xã Sơn Kiên.
Sau khi thành lập xã Sơn Bình, xã Sơn Kiên còn lại 5.310,60 ha diện tích tự nhiên và 10.534 nhân khẩu.
Ngày 12 tháng 6 năm 2025, Ủy ban Thường vụ Quốc hội ban hành Nghị quyết số 1654/NQ-UBTVQH15 về việc sắp xếp các đơn vị hành chính cấp xã của tỉnh An Giang. Theo đó, toàn bộ diện tích tự nhiên, quy mô dân số của các xã Sơn Bình, Mỹ Thái và Sơn Kiên thành xã mới có tên gọi là xã Sơn Kiên.